# 磷酸二氢锰
磷酸二氢錳是一種無機化合物，屬於磷酸二氢鹽，化學式為Mn(H2PO4)2，存在无水物和二水合物。

## 制備
工業上常用兩種方法制備磷酸二氢錳。

### 碳酸锰法
第一種方法叫作碳酸锰法
磷酸和碳酸锰进行反应，去除杂质，經分離程序制得:
MnCO3+2H3PO4→Mn(H2PO4)2+H2O+CO2↑

### 硫酸锰法
第二種方法叫作硫酸锰法
硫酸锰和碳酸鈉反应產生碳酸锰，加入磷酸使碳酸锰跟磷酸發生反应則生成磷酸二氢錳的混合物，經過分離程序則制得。
MnSO4+Na2CO3→MnCO3+Na2SO4
MnCO3+2H3PO4→Mn(H2PO4)2+CO2↑+H2O

## 性質
因酸性較強，故具有腐蚀性、與氧化物接触极容易变质，一般常溫下呈磷酸二氢錳水合物(Mn(H2PO4)2·2H2O)，當溫度高于100℃时脱水生成無水磷酸二氢錳(Mn(H2PO4)2)。
它可以被次氯酸钠氧化为磷酸锰(III)。

## 用途
磷酸二氢錳用作金屬表面的磷化處理劑，陶瓷工業中的著色劑，玻璃工業中的澄清劑，國防工業上則可以做為潤滑或防滑的塗料材料。電鍍中，用於黑色金屬製件的防腐處理，其性能僅次於磷酸二氫鋅。